# Ramón Hoyos
Ramón Hoyos Vallejo (Marinilla, 26 mei 1932 – Medellín, 18 november 2014) was een Colombiaans wielrenner. Hoyos was de eerste grote wielerkampioen van Colombia.
Hoyos heeft de Ronde van Colombia, de belangrijkste wielerronde van Colombia, vijf keer gewonnen. Het verhaal van Ramon Hoyos, werd in het midden van de jaren vijftig opgetekend door de later beroemd geworden Colombiaanse schrijver Gabriel Garcia Marquez. Hoyos werd in 1956 dertiende in de Olympische wegwedstrijd van Melbourne.
Hij overleed in 2014 op 82-jarige leeftijd.

## Tourdeelnames
- geen

## Ploegen
- 1952 - Don Ramiro Mejia
- 1953-1964 - Antioquia

- International Standard Name Identifier: 0000 0003 9202 0043
- Nederlandse Thesaurus van Auteursnamen: 070257531
- Système universitaire de documentation: 249748320
- Virtual International Authority File: 285940286
- WorldCat: E39PBJjhGfDcqBgdxHWKf4JRrq